# Tong (isola)
L'isola di Tong è un'isola della Papua Nuova Guinea, che si trova ad est di quella di Manus nel mare di Bismarck, fa parte delle isole dell'Ammiragliato nell'arcipelago delle Bismarck. Amministrativamente fa parte del Distretto di Manus nell'omonima provincia appartenente alla Regione delle Isole.
La popolazione è di circa 400 abitanti che parlano la lingua pak-tong